# 通化县站
通化县站，位于中华人民共和国吉林省通化市通化县快大茂镇，是通灌铁路上的火车站，建于2009年，2015年4月29日办理客运业务，由沈阳局集团管辖。

## 歷史
- 建于2009年。
- 2015年4月29日办理客运业务。

## 車站周邊
- 中国邮政储蓄银行河口支行
- 中煤假日酒店
- 鹤大高速公路

## 外部連結
- 中国铁路客户服务中心 （页面存档备份，存于）